# Schloss Leitzkau

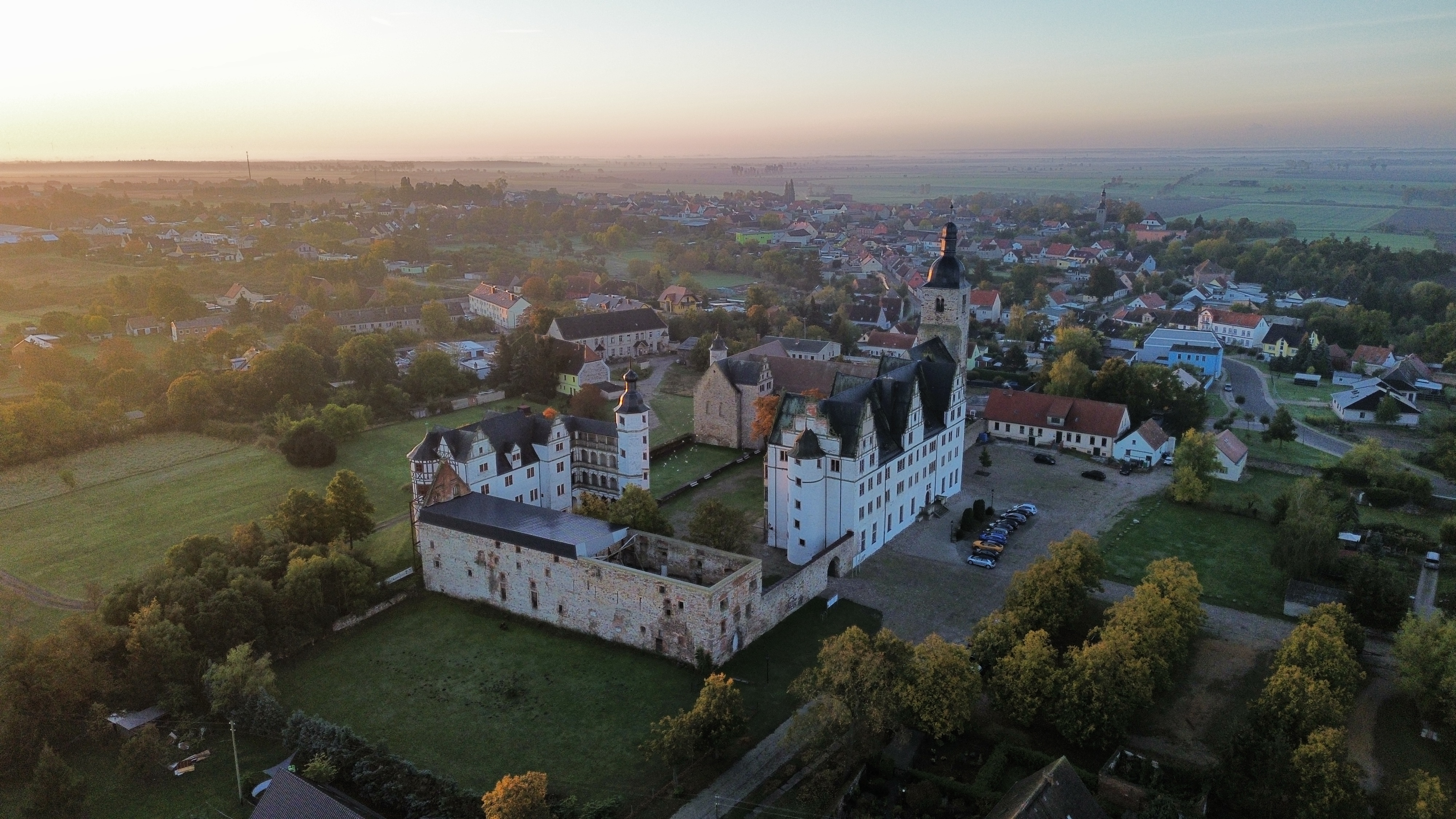
Schloss Leitzkau im Luftbild von Westen. Im Hintergrund die romanischen Stiftskirche, rechts das „Schloss Neuhaus“, und links das „Hobeck-Schlösschen“ (ehemalige Klosterpropstei).

Das Schloss Leitzkau liegt im Ortsteil Leitzkau der Stadt Gommern im Landkreis Jerichower Land in Sachsen-Anhalt.
Die im Dorf Leitzkau gelegene St.-Petri-Kirche wurde 1107 bis 1114 als provisorische Bistumskathedrale des Bistums Brandenburg gegründet. 1133 siedelte sich hier ein Prämonstratenser-Chorherrenstift an. 1147 bis 1155 wurde außerhalb des Dorfes eine neue romanische Stiftskirche samt Konventsgebäuden errichtet. Das Chorherrenstift bestand bis zur Säkularisierung 1535.
1564 erwarb der Söldnerführer Hilmar von Münchhausen das Klostergut; unter ihm und seinen Söhnen wurde der mittelalterliche Konvent zum Renaissanceschloss umgebaut. Dieses blieb bis 1945 Sitz zweier Rittergüter im Besitz der Freiherren von Münchhausen.
Im örtlichen Denkmalverzeichnis sind das Schloss und die ehemalige Klosterkirche unter der Erfassungsnummer 094 41165 als Baudenkmal verzeichnet. Schloss Leitzkau gehört heute der Kulturstiftung Sachsen-Anhalt und dient als deren Hauptsitz.

## Geschichte

### Anfänge des Leitzkauer Klosters

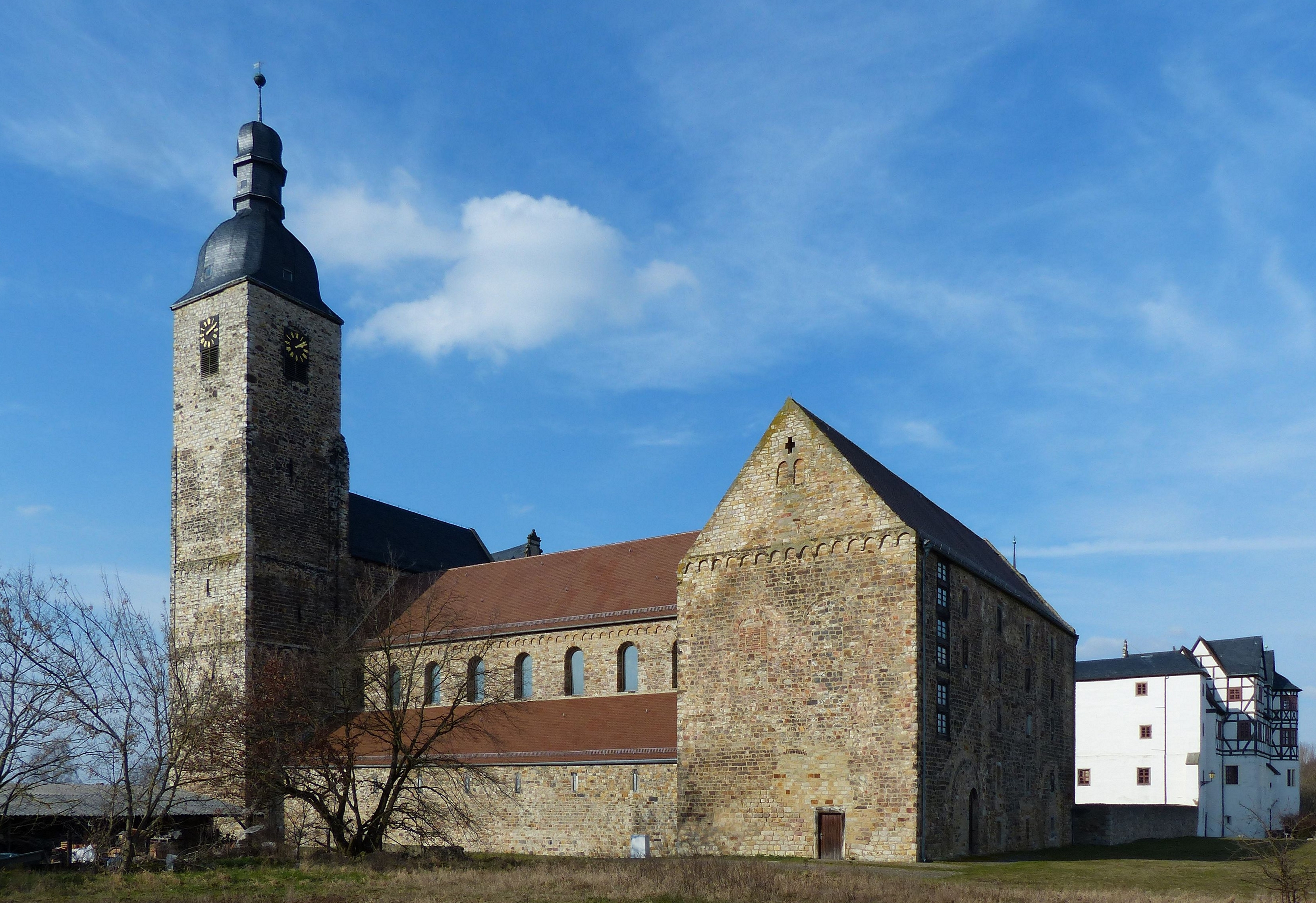
Schloss- beziehungsweise Klosterkirche; Basilika mit Lang- und Querhaus, rechts dahinter die Propstei

Nachdem die Slawen endgültig besiegt waren, wandelte sich Leitzkau zu einem Stützpunkt der christlichen Mission. Zunächst ließ der Bischof des Bistums Brandenburg, Hartbert, 1114 eine seit 1107 vorhandene hölzerne Kapelle durch die steinerne Kirche St. Petri ersetzen – nur die Nebenschiffe waren aus Holz – und ernannte Leitzkau an Stelle des 983 von den Slawen zerstörten und besetzten Domstifts in Brandenburg zum provisorischen Sitz des Bistums und damit vorübergehend zur Kathedrale.  Die heutige Dorfkirche St. Petri ist damit wahrscheinlich die älteste, wenn auch in stark veränderter Form, noch existierende Steinkirche östlich der Elbe.
Im Jahr 1133 richtete das Magdeburger Liebfrauenkloster in der dem Apostel Petrus geweihten Kirche ein Prämonstratenser-Chorherrenstift ein, das die Aufgabe erhielt, die ostelbischen Gebiete zu missionieren. Drei Jahre später nahm der neu gewählte brandenburgische Bischof Wigger seinen Sitz in Leitzkau, dem dadurch vorübergehend der Status eines Domstifts verliehen wurde. Nachdem die Petruskirche trotz einer Erweiterung im Jahre 1140 den Ansprüchen nicht mehr gerecht wurde, veranlasste Bischof Wigger 1147 den Neubau einer Stiftskirche. Auch diese war eine dreischiffige Basilika, die Kirche „Sancta Maria in Monte“. Sie wurde am 9. September 1155 im Beisein von Erzbischof Wichmann von Magdeburg und Albrecht dem Bären eingeweiht. Heute ist sie nur noch als restaurierte Ruine erhalten. Jedoch wurde das Dach neu eingedeckt, Lang- und Querhaus wieder zueinander geöffnet, das südliche Seitenschiff rekonstruiert. Der Westriegel ist noch vorhanden, einer der Türme aber zum Stumpf gekürzt.
Doch bereits zehn Jahre später verlor Leitzkau seine hervorragende Stellung, nachdem das zerstörte Domstift in Brandenburg wiederhergestellt worden war. Das Kloster behielt aber ein Mitspracherecht bei der Bischofswahl in Brandenburg bis Ende des 13. Jahrhunderts, was zu späteren Streitigkeiten führte (siehe Siegfried II.). Die Besitzungen des Klosters befanden sich in der Umgebung und wurden kaum erweitert. Der Mönchskonvent geriet dann schnell in Armut und musste den Stiftsbesitz verkaufen. Neun Handschriften des Leitzkauer Prämonstratenserstifts aus dem 12. und 13. Jahrhundert werden heute in der Herzog August Bibliothek in Wolfenbüttel und in der Anhaltischen Landesbücherei (Wissenschaftliche Bibliothek) Dessau aufbewahrt.

### Umbau des Klosters zum Schloss

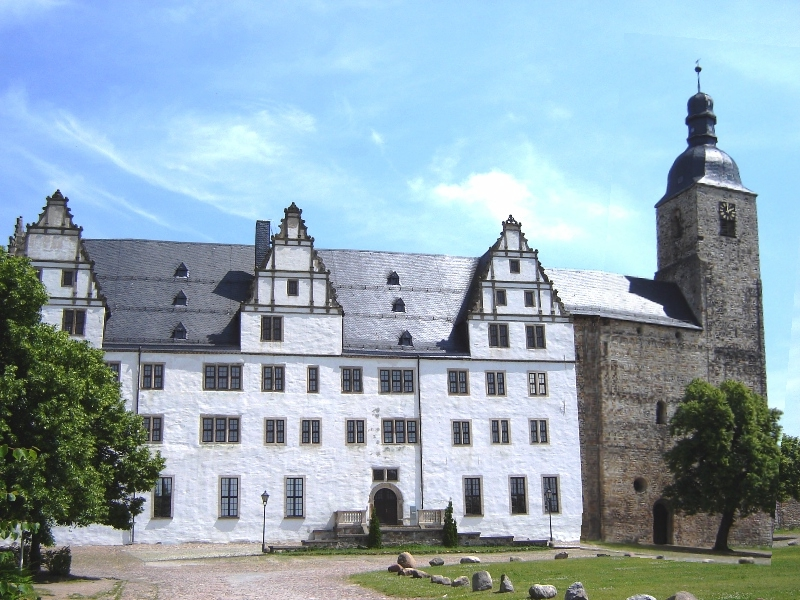
Schloss Neuhaus auf den Grundmauern des westlichen Konventsflügels, neben der Stifts-/Schlosskirche

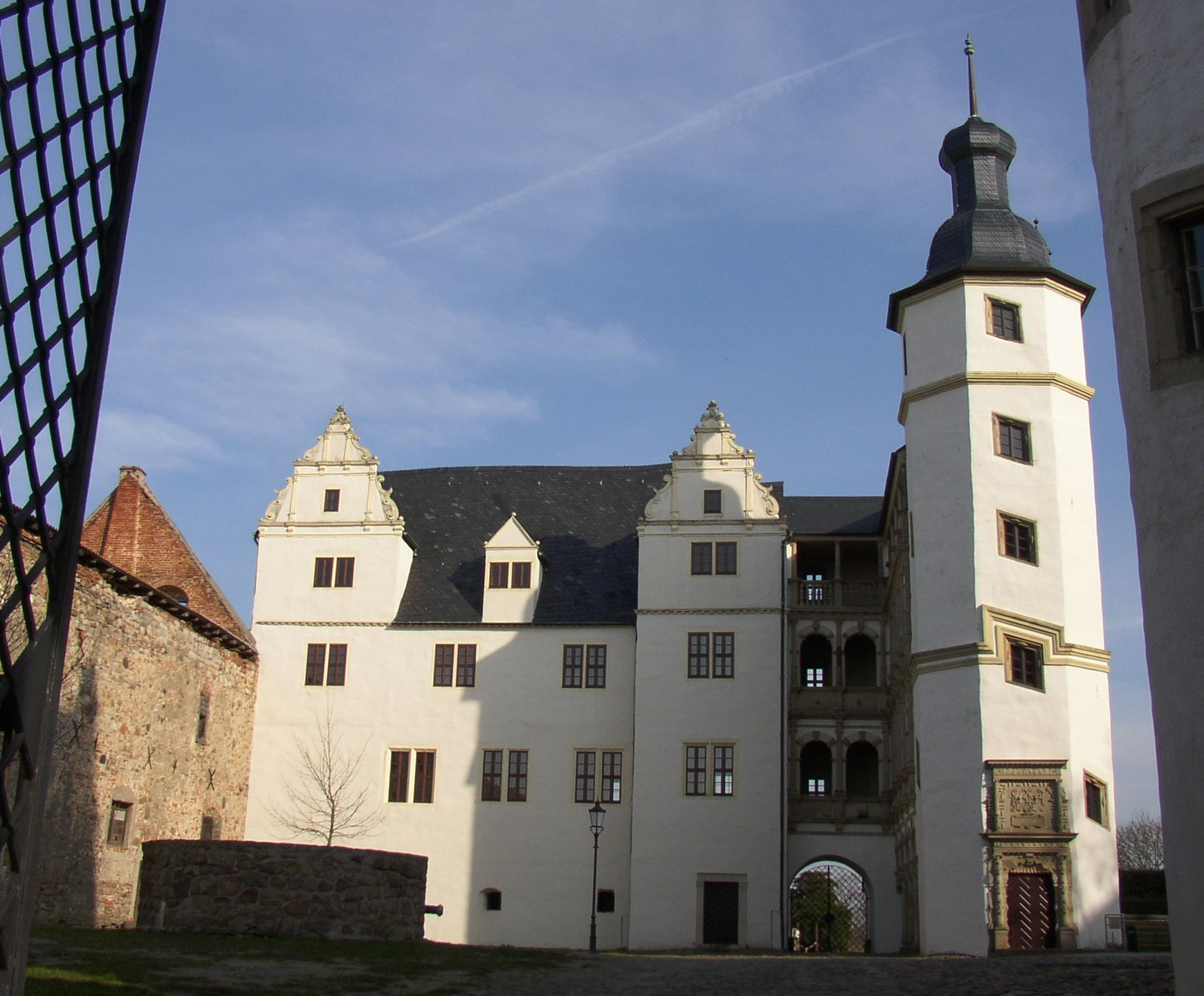
Propstei („Hobeckschlösschen“)

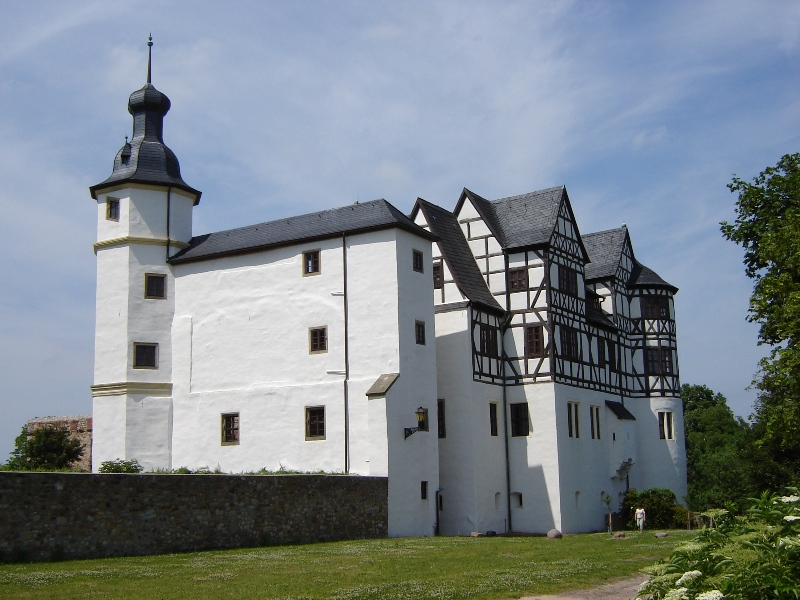
Propstei mit angebautem Treppenturm und der Verbindungsmauer zum abgerissenen Althaus, dem östlichen Konventsflügel

Leitzkau blieb jedoch weiterhin Sitz eines Propstes. Der Propst Georg von Maskow wurde einer der stärksten Verfechter der Reformation im Jerichower Land. 1535 verfügte der brandenburgische Kurfürst Joachim II. als Folge der Reformation die Auflösung des Stiftes und beauftragte den Amtmann von Plaue mit der Verwaltung. Es lebten zu diesem Zeitpunkt nur noch vier bis fünf Geistliche dort. Das Stift musste in der Folgezeit mehrfach verpfändet werden. Im Jahre 1554 ging es in den Besitz seines Bruders Markgraf Johann von Küstrin über, der es mitsamt den verbliebenen Ländereien am 2. April 1564 gegen einen Betrag von 70.000 Talern zu freiem Eigentum an den königlich spanischen Obristen und Söldnerführer Hilmar von Münchhausen aus dem niedersächsischen Adelsgeschlecht Münchhausen verkaufte.
Dieser begann sofort, die vorhandenen, teilweise schon verfallenen romanischen Gebäude für seine Zwecke umzubauen. Dabei wurde aus dem ehemaligen Konventsgebäude eine rechteckige Schlossanlage gebildet. Die Klosterkirche wurde zur Schlosskirche umgebaut, wobei deren Seitenschiffe und der Chor abgerissen und das Querhaus in einen Speicher verwandelt wurden, der Nordturm wurde um die Hälfte verkürzt. Hilmars Söhne übernahmen nach seinem Tod 1573 den Besitz in Gesamthand, übertrugen ihn jedoch später auf den Sohn Statius allein. Dieser stockte den östlichen Konventsflügel zum sogenannten „Althaus“ auf und ließ den Kreuzgang vermauern, während er auf den Grundmauern des westlichen Konventsflügels das „Neuhaus“ ab 1593 neu errichtete. Der nördliche Flügel der Klausur wurde abgerissen und durch einen großen Wirtschaftsbau ersetzt. Zuletzt wurde auch die getrennt neben der Klausur stehende spätgotische Propstei, also das ehemalige Wohnhaus des Leitzkauer Propstes, ebenfalls im Renaissancestil umgebaut und später in „Hobeck-Schloss“ umbenannt, weil von hier aus die 1686 erworbenen Besitzungen im Nachbarort Hobeck verwaltet wurden. Propstei und Althaus wurden miteinander verbunden durch eine vierstöckige Loggienfassade nach vatikanischem Vorbild samt Treppenturm.
Da Vater Hilmar und Sohn Statius schon im Weser-Ems-Raum mehrere Renaissancebauten errichtet hatten, insbesondere Schwöbber, wurden auch Neu- und Althaus in diesem Stil und unter Heranziehung dortiger Steinmetzen und Baumeister errichtet; Leitzkau gilt als eine nach Osten verschobene „Insel“ der Weserrenaissance inmitten des Gebiets der Sächsischen Renaissance; neuere Forschungen ergeben insbesondere Detail-Parallelen zum Rathaus in Alfeld. Bis 1600 wurde dadurch aus dem ehemaligen Chorherrenstift ein Renaissanceschloss. Statius hatte sich jedoch mit dem nachfolgend 1603 bis 1607 errichteten Schloss Bevern finanziell übernommen und musste am 29. Oktober 1618, fast zeitgleich mit dem Ausbruch des Dreißigjährigen Krieges, Leitzkau an die Söhne seines Bruders Hilmar des Jüngeren verkaufen. In der Zeit der Magdeburger Hochzeit von 1631, als die Stadt vollkommen zerstört wurde, erlitt auch das nahe Leitzkau erhebliche Schäden durch Einquartierungen, Plünderungen und Brände. Philipp Adolf von Münchhausen (1593–1657), der fromme und gelehrte Sohn des jüngeren Hilmar, brachte das verheerte Gut ab 1638 über viele Jahre wieder hoch, wozu ihm der befreundete Graf Anton Günther von Oldenburg 6000 Taler lieh.
1679 teilten die Familien zweier Brüder durch Los die Gebäude und Ländereien untereinander auf; es wurden zwei selbstständige Güter Althaus und Neuhaus gebildet, der Schlosshof wurde durch eine Mauer geteilt. Die beiden Güter blieben bis 1945 im Besitz zweier Linien der Familie von Münchhausen. Das „Gut Althaus“ kam später an Philipp Adolfs drei Enkel, den Weimarer Kammerherrn Ernst Friedemann, den hannoverschen Premierminister Gerlach Adolph und den hannoverschen Minister Philipp Adolph. Zu den Kindern des Letzteren gehörte die verheiratete Amalie von Werthern (1757–1844), die 1785 am Weimarer Musenhof einen Skandal auslöste, indem sie in Leitzkau ihr Scheinbegräbnis arrangierte und gleichzeitig mit August von Einsiedel nach Afrika durchbrannte, den sie nach ihrer Rückkehr und Scheidung 1788 in zweiter Ehe heiratete. Die Holzbüste aus ihrem Sarg war noch 1938 in Leitzkau zu sehen. Die Linie Neuhaus-Leitzkau erwarb im frühen 20. Jahrhundert durch Einheirat das Gut Rosenkrantz bei Kiel. 
Die beiden Münchhausen-Linien wurde 1945 von der sowjetischen Besatzungsmacht nach fast 400 Jahren von ihren Gütern, zu denen großer Wald- und Landbesitz zählte, vertrieben und gelangten auch nach der Wiedervereinigung 1990 nicht wieder in den Besitz ihres ursprünglichen Grundeigentums.
Seit 1773 gehörte der Flecken Leitzkau zum brandenburg-preußischen Herzogtum Magdeburg und lag im damaligen Ziesarschen Kreis, dessen Gebiet gegen den bis dahin magdeburgischen Kreis Luckenwalde innerhalb Preußens getauscht wurde. Der Ort brannte in der Schlacht von Möckern am 5. April 1813 fast ganz ab. Als 1818, im Zuge der preußischen Verwaltungsreform, Leitzkau in den Kreis Jerichow I eingegliedert wurde, war der Ort auch kurzzeitig Sitz der Kreisverwaltung. 1910 lebten 1261 Menschen im Ort.
Am 30. September 1928 wurde der Gutsbezirk Althaus Leitzkau mit der Landgemeinde Leitzkau vereinigt. Am 17. Oktober 1928 wurde der Gutsbezirk Neuhaus-Leitzkau mit der Landgemeinde Leitzkau vereinigt, mit Ausnahme des vom Gemeindebezirk Kleinlübs umschlossenen Teiles „Wintau“, der mit der Landgemeinde Kleinlübs vereinigt wurde.
Während des Zweiten Weltkrieges wurde im Ort von der Gestapo ein „Auffanglager für wiederergriffene Ostarbeiter“ betrieben, die auf der Flucht von ihren Zwangsarbeitsstellen gefasst wurden.

### Entwicklung seit dem Zweiten Weltkrieg
Durch die Bodenreform von 1945 wurden die beiden Linien der Familie von Münchhausen enteignet. 1945 wurde Schloss Althaus durch Bomben beschädigt und daher 1950 abgetragen. Die ebenfalls in Mitleidenschaft gezogene Schlosskirche wurde, soweit noch vorhanden, in ihrer ursprünglichen romanischen Form wiederhergestellt. Das Schloss Neuhaus wurde zunächst von Heimatvertriebenen bewohnt und danach bis in die 1990er Jahre als Schule genutzt. Seit 1994 ist die Schlossanlage im Besitz des Landes Sachsen-Anhalt und Sitz der Kulturstiftung Sachsen-Anhalt, unter deren Federführung aufwendige Sanierungsarbeiten stattfanden. Im Erdgeschoss des Schlosses Neuhaus gibt es eine kostenlos zu besichtigende Ausstellung zur Geschichte des Schlosses.